# Даргун
Даргун (њем. Dargun) град је у њемачкој савезној држави Мекленбург-Западна Померанија. Једно је од 69 општинских средишта округа Демин. Према процјени из 2010. у граду је живјело 4.829 становника. Посједује регионалну шифру (AGS) 13052017.

## Географски и демографски подаци
Даргун се налази у савезној држави Мекленбург-Западна Померанија у округу Демин. Град се налази на надморској висини од 10 метара. Површина општине износи 117,2 km². У самом граду је, према процјени из 2010. године, живјело 4.829 становника. Просјечна густина становништва износи 41 становника/km².

## Међународна сарадња
| Мјесто    | Држава | Врста сарадње | Од    |
| --------- | ------ | ------------- | ----- |
| Скаелскор | Данска | партнерство   | 1992. |
| Извор     |        |               |       |